# Jauharabad
Jauharabad (urdu: جَوہرآباد) – miasto w Pakistanie, w prowincji Pendżab. W 2017 roku liczyło 91 254  mieszkańców. Centrum administracyjne Dystryktu Khushab. Miasto założone w 1953 roku.